# Italien i Eurovision Song Contest
Italien har deltaget i Eurovision Song Contest siden starten i 1956, bortset fra 1981, 1982, 1986 samt 1994-1996 og 1998-2010, og har vundet konkurrencen tre gange, i 1964 med "Non ho l'età", sunget af Gigliola Cinquetti, samt i 1990 med "Insieme: 1992", sunget af Toto Cutugno, og i 2021 med "Zitti E Bouni", af bandet Måneskin. Landet har desuden været vært for arrangementet to gange, i 1965 i Napoli, samt i 1991 i Rom.
Siden deres tilbagekomst i 2011 har Italien været direkte kvalificeret til finalen hvert år, i lighed med de såkaldte Big Four-lande Frankrig, Spanien, Storbritannien, og Tyskland. Ved denne lejlighed blev Big Four til Big Five.

## Repræsentanter
Nøgle
     Vinder
     Anden plads
     Tredje plads
     Sidste plads
     Deltager valgt, men konkurrerede ikke
| År                              | Kunstner                         | Titel                                                               | Sprog              | Oversættelse                           | Finale             | Point              | Semi                        | Point                       |
| ------------------------------- | -------------------------------- | ------------------------------------------------------------------- | ------------------ | -------------------------------------- | ------------------ | ------------------ | --------------------------- | --------------------------- |
| 1956                            | Franca Raimondi                  | "Aprite le finestre"                                                | Italiensk          | Åbn vinduerne                          | NA                 | NA                 | Ingen semifinaler           | Ingen semifinaler           |
| 1956                            | Tonina Torrielli                 | "Amami se vuoi"                                                     | Italiensk          | Du kan elske mig, hvis du vil          | NA                 | NA                 | Ingen semifinaler           | Ingen semifinaler           |
| 1957                            | Nunzio Gallo                     | "Corde della mia chitarra"                                          | Italiensk          | Strenge på min guitar                  | 6                  | 7                  | Ingen semifinaler           | Ingen semifinaler           |
| 1958                            | Domenico Modugno                 | "Nel blu, dipinto di blu" ("Volare")                                | Italiensk          | I det blå er det malet blåt (Flyvende) | 3                  | 13                 | Ingen semifinaler           | Ingen semifinaler           |
| 1959                            | Domenico Modugno                 | "Piove" ("Ciao, ciao bambina")                                      | Italiensk          | Regnvejr (Farvel, farvel, baby)        | 6                  | 11                 | Ingen semifinaler           | Ingen semifinaler           |
| 1960                            | Renato Rascel                    | "Romantica"                                                         | Italiensk          | Romantik                               | 8                  | 5                  | Ingen semifinaler           | Ingen semifinaler           |
| 1961                            | Betty Curtis                     | "Al di là"                                                          | Italiensk          | Udenfor                                | 5                  | 12                 | Ingen semifinaler           | Ingen semifinaler           |
| 1962                            | Claudio Villa                    | "Addio, addio"                                                      | Italiensk          | Farvel, farvel                         | 9                  | 3                  | Ingen semifinaler           | Ingen semifinaler           |
| 1963                            | Emilio Pericoli                  | "Uno per tutte"                                                     | Italiensk          | Én for alle                            | 3                  | 37                 | Ingen semifinaler           | Ingen semifinaler           |
| 1964                            | Gigliola Cinquetti               | "Non ho l'età"                                                      | Italiensk          | Jeg er ikke gammel nok                 | 1                  | 49                 | Ingen semifinaler           | Ingen semifinaler           |
| 1965                            | Bobby Solo                       | "Se piangi, se ridi"                                                | Italiensk          | Hvis du græder, hvis du griner         | 5                  | 15                 | Ingen semifinaler           | Ingen semifinaler           |
| 1966                            | Domenico Modugno                 | "Dio, come ti amo"                                                  | Italiensk          | Gud, hvor jeg elsker dig               | 17                 | 0                  | Ingen semifinaler           | Ingen semifinaler           |
| 1967                            | Claudio Villa                    | "Non andare più lontano"                                            | Italiensk          | Gå ikke længere                        | 11                 | 4                  | Ingen semifinaler           | Ingen semifinaler           |
| 1968                            | Sergio Endrigo                   | "Marianne"                                                          | Italiensk          | —                                      | 10                 | 7                  | Ingen semifinaler           | Ingen semifinaler           |
| 1969                            | Iva Zanicchi                     | "Due grosse lacrime bianche"                                        | Italiensk          | To store hvide tårer                   | 13                 | 5                  | Ingen semifinaler           | Ingen semifinaler           |
| 1970                            | Gianni Morandi                   | "Occhi di ragazza"                                                  | Italiensk          | Pigens øjne                            | 8                  | 5                  | Ingen semifinaler           | Ingen semifinaler           |
| 1971                            | Massimo Ranieri                  | "L'amore è un attimo"                                               | Italiensk          | Kærligheden er et øjeblik              | 5                  | 91                 | Ingen semifinaler           | Ingen semifinaler           |
| 1972                            | Nicola di Bari                   | "I giorni dell'arcobaleno"                                          | Italiensk          | Regnbuens dage                         | 6                  | 92                 | Ingen semifinaler           | Ingen semifinaler           |
| 1973                            | Massimo Ranieri                  | "Chi sarà"                                                          | Italiensk          | Der bliver...                          | 13                 | 74                 | Ingen semifinaler           | Ingen semifinaler           |
| 1974                            | Gigliola Cinquetti               | "Sì"                                                                | Italiensk          | Ja                                     | 2                  | 18                 | Ingen semifinaler           | Ingen semifinaler           |
| 1975                            | Wess Ghezzi & Dori Ghezzi        | "Era"                                                               | Italiensk          | Det var...                             | 3                  | 115                | Ingen semifinaler           | Ingen semifinaler           |
| 1976                            | Al Bano & Romina Power           | "We'll Live It All Again"                                           | Engelsk, italiensk | Vi vil opleve det hele igen            | 7                  | 69                 | Ingen semifinaler           | Ingen semifinaler           |
| 1977                            | Mia Martini                      | "Libera"                                                            | Italiensk          | Fri                                    | 13                 | 33                 | Ingen semifinaler           | Ingen semifinaler           |
| 1978                            | Ricchi e Poveri                  | "Questo amore"                                                      | Italiensk          | Sikken kærlighed                       | 12                 | 53                 | Ingen semifinaler           | Ingen semifinaler           |
| 1979                            | Matia Bazar                      | "Raggio di luna"                                                    | Italiensk          | Måneskin                               | 15                 | 27                 | Ingen semifinaler           | Ingen semifinaler           |
| 1980                            | Alan Sorrenti                    | "Non so che darei"                                                  | Italiensk          | Jeg ved ikke, hvad der skal gives      | 6                  | 87                 | Ingen semifinaler           | Ingen semifinaler           |
| Deltog ikke i 1981 og 1982      |                                  |                                                                     |                    |                                        |                    |                    |                             |                             |
| 1983                            | Riccardo Fogli                   | "Per Lucia"                                                         | Italiensk          | For Lucia                              | 11                 | 41                 | Ingen semifinaler           | Ingen semifinaler           |
| 1984                            | Alice & Franco Battiato          | "I treni di Tozeur"                                                 | Italiensk          | Tozeurs toge                           | 5                  | 70                 | Ingen semifinaler           | Ingen semifinaler           |
| 1985                            | Al Bano & Romina Power           | "Magic Oh Magic"                                                    | Italiensk, engelsk | Magi, åh, magi                         | 7                  | 78                 | Ingen semifinaler           | Ingen semifinaler           |
| Deltog ikke i 1986              |                                  |                                                                     |                    |                                        |                    |                    |                             |                             |
| 1987                            | Umberto Tozzi & Raffaele Riefoli | "Gente di mare"                                                     | Italiensk          | Havets folk                            | 3                  | 103                | Ingen semifinaler           | Ingen semifinaler           |
| 1988                            | Luca Barbarossa                  | "Vivo (Ti Scrivo)"                                                  | Italiensk          | Lever (Skriver til dig)                | 12                 | 52                 | Ingen semifinaler           | Ingen semifinaler           |
| 1989                            | Anna Oxa & Fausto Leali          | "Avrei volute"                                                      | Italiensk          | Jeg ville have ønsket                  | 9                  | 56                 | Ingen semifinaler           | Ingen semifinaler           |
| 1990                            | Toto Cutugno                     | "Insieme: 1992"                                                     | Italiensk          | Sammen: 1992                           | 1                  | 149                | Ingen semifinaler           | Ingen semifinaler           |
| 1991                            | Peppino di Capri                 | "Comme è ddoce 'o mare" (standarditaliensk: "Come è dolce il mare") | Napolitansk        | Hvor er havet smukt                    | 7                  | 89                 | Ingen semifinaler           | Ingen semifinaler           |
| 1992                            | Mia Martini                      | "Rapsodia"                                                          | Italiensk          | Rapsodi                                | 4                  | 111                | Ingen semifinaler           | Ingen semifinaler           |
| 1993                            | Enrico Ruggeri                   | "Sole d'Europa"                                                     | Italiensk          | Europas sol                            | 12                 | 45                 | Kvalifikacija za Millstreet | Kvalifikacija za Millstreet |
| Deltog ikke mellem 1994 og 1996 |                                  |                                                                     |                    |                                        |                    |                    |                             |                             |
| 1997                            | Jalisse                          | "Fiumi di parole"                                                   | Italiensk          | Floder af ord                          | 4                  | 114                | Ingen semifinaler           | Ingen semifinaler           |
| Deltog ikke mellem 1998 og 2010 |                                  |                                                                     |                    |                                        |                    |                    |                             |                             |
| 2011                            | Raphael Gualazzi                 | "Madness of Love"                                                   | Italiensk, engelsk | Kærlighedens galskab                   | 2                  | 189                | Medlem af Big 5             | Medlem af Big 5             |
| 2012                            | Nina Zilli                       | "L'amore è femmina (Out of Love)"                                   | Engelsk, italiensk | Kærlighed er feminin (Uforelsket)      | 9                  | 101                | Medlem af Big 5             | Medlem af Big 5             |
| 2013                            | Marco Mengoni                    | "L'essenziale"                                                      | Italiensk          | Det essentielle                        | 7                  | 126                | Medlem af Big 5             | Medlem af Big 5             |
| 2014                            | Emma Marrone                     | "La mia città"                                                      | Italiensk          | Min by                                 | 21                 | 33                 | Medlem af Big 5             | Medlem af Big 5             |
| 2015                            | Il Volo                          | "Grande amore"                                                      | Italiensk          | Stor kærlighed                         | 3                  | 292                | Medlem af Big 5             | Medlem af Big 5             |
| 2016                            | Francesca Michielin              | "Nessun grado di separazione"                                       | Italiensk, engelsk | Ingen grad af adskillelse              | 16                 | 124                | Medlem af Big 5             | Medlem af Big 5             |
| 2017                            | Francesco Gabbani                | "Occidentali's Karma"                                               | Italiensk          | Vestlig karma                          | 6                  | 334                | Medlem af Big 5             | Medlem af Big 5             |
| 2018                            | Ermal Meta & Fabrizio Moro       | "Non mi avete fatto niente"                                         | Italiensk          | Du har ikke gjort noget mod mig        | 5                  | 308                | Medlem af Big 5             | Medlem af Big 5             |
| 2019                            | Mahmood                          | "Soldi"                                                             | Italiensk          | Penge                                  | 2                  | 472                | Medlem af Big 5             | Medlem af Big 5             |
| 2020                            | Diodato                          | "Fai rumore"                                                        | Italiensk          | Skaber larm                            | Konkurrence aflyst | Konkurrence aflyst | Medlem af Big 5             | Medlem af Big 5             |
| 2021                            | Måneskin                         | "Zitti e buoni"                                                     | Italiensk          | Ti stille og opfør dig ordenligt       | 1                  | 524                | Medlem af Big 5             | Medlem af Big 5             |
| 2022                            | Mahmood & Blanco                 | "Brividi"                                                           | Italiensk          | Kuldegysninger                         | 6                  | 268                | Værtsland                   | Værtsland                   |
| 2023                            | Marco Mengoni                    | "Due vite"                                                          | Italiensk          | To liv                                 | 4                  | 350                | Medlem af Big 5             | Medlem af Big 5             |
| 2024                            | Angelina Mango                   | "La noia"                                                           | Italiensk          | Kedsomhed                              | 7                  | 268                | Medlem af Big 5             | Medlem af Big 5             |
| 2025                            | Lucio Corsi                      | "Volevo essere un duro"                                             | Italiensk          | Jeg vil være hård                      | 5                  | 256                | Medlem af Big 5             | Medlem af Big 5             |

## Pointstatistik (1956-2025)

### Flest point til og fra - top 5
NB: Kun point givet i finalerne er talt med.
| Italien har givet flest point til | Italien har givet flest point til | Italien har givet flest point til |
| Placering                         | Land                              | Point                             |
| --------------------------------- | --------------------------------- | --------------------------------- |
| 1                                 | Frankrig                          | 158                               |
| 2                                 | Storbritannien                    | 154                               |
| 3                                 | Schweiz                           | 133                               |
| 4                                 | Irland                            | 131                               |
| 5                                 | Spanien                           | 128                               |

| Italien har modtaget flest point fra | Italien har modtaget flest point fra | Italien har modtaget flest point fra |
| Placering                            | Land                                 | Point                                |
| ------------------------------------ | ------------------------------------ | ------------------------------------ |
| 1                                    | Spanien                              | 282                                  |
| 2                                    | Schweiz                              | 275                                  |
| 3                                    | Portugal                             | 266                                  |
| 4                                    | Malta                                | 252                                  |
| 5                                    | Frankrig                             | 219                                  |

### 12 point til og fra
NB: Kun 12 point givet i finalerne er talt med.
| Italien har modtaget 12 point fra | Italien har modtaget 12 point fra                                                 | Italien har modtaget 12 point fra              |
| År                                | Jury                                                                              | Televoting                                     |
| --------------------------------- | --------------------------------------------------------------------------------- | ---------------------------------------------- |
| 1975                              | Finland                                                                           | Ingen separat televoting                       |
| 1976                              | Irland                                                                            | Ingen separat televoting                       |
| 1980                              | Portugal                                                                          | Ingen separat televoting                       |
| 1984                              | Finland, Spanien                                                                  | Ingen separat televoting                       |
| 1985                              | Luxembourg, Portugal, Spanien                                                     | Ingen separat televoting                       |
| 1987                              | Irland, Jugoslavien, Portugal, Spanien, Tyskland                                  | Ingen separat televoting                       |
| 1989                              | Spanien                                                                           | Ingen separat televoting                       |
| 1990                              | Cypern, Irland, Spanien                                                           | Ingen separat televoting                       |
| 1991                              | Finland, Portugal                                                                 | Ingen separat televoting                       |
| 1992                              | Finland, Frankrig, Holland, Norge                                                 | Ingen separat televoting                       |
| 1997                              | Portugal                                                                          | Ingen separat televoting                       |
| 2011                              | Albanien, Letland, San Marino, Spanien                                            | Ingen separat televoting                       |
| 2013                              | Albanien, Schweiz, Spanien                                                        | Ingen separat televoting                       |
| 2014                              | Malta                                                                             | Ingen separat televoting                       |
| 2015                              | Albanien, Cypern, Grækenland, Israel, Malta, Portugal, Rumænien, Rusland, Spanien | Ingen separat televoting                       |
| 2016                              | Frankrig, Norge                                                                   | Modtog ikke 12 point                           |
| 2017                              | Albanien, Malta                                                                   | Albanien, Malta                                |
| 2018                              | Albanien                                                                          | Albanien, Malta, Tyskland                      |
| 2019                              | Belgien, Kroatien, Malta, Nordmakedonien, San Marino, Tyskland                    | Kroatien, Malta, Schweiz, Spanien              |
| 2021                              | Georgien, Kroatien, Slovenien, Ukraine                                            | Bulgarien, Malta, San Marino, Serbien, Ukraine |
| 2022                              | Albanien, Slovenien                                                               | Modtog ikke 12 point                           |
| 2023                              | Kroatien, Rumænien, San Marino, Slovenien, Østrig                                 | Albanien, Malta                                |
| 2025                              | Georgien, Kroatien, Portugal, San Marino, Schweiz, Slovenien                      | Slovenien                                      |

| Italien har givet 12 point til | Italien har givet 12 point til | Italien har givet 12 point til |
| År                             | Jury                           | Televoting                     |
| ------------------------------ | ------------------------------ | ------------------------------ |
| 1975                           | Schweiz                        | Ingen separat televoting       |
| 1976                           | Irland                         | Ingen separat televoting       |
| 1977                           | Monaco                         | Ingen separat televoting       |
| 1978                           | Luxembourg                     | Ingen separat televoting       |
| 1979                           | Spanien                        | Ingen separat televoting       |
| 1980                           | Tyskland                       | Ingen separat televoting       |
| 1983                           | Luxembourg                     | Ingen separat televoting       |
| 1984                           | Irland                         | Ingen separat televoting       |
| 1985                           | Irland                         | Ingen separat televoting       |
| 1987                           | Irland                         | Ingen separat televoting       |
| 1988                           | Storbritannien                 | Ingen separat televoting       |
| 1989                           | Østrig                         | Ingen separat televoting       |
| 1990                           | Østrig                         | Ingen separat televoting       |
| 1991                           | Frankrig                       | Ingen separat televoting       |
| 1992                           | Grækenland                     | Ingen separat televoting       |
| 1993                           | Irland                         | Ingen separat televoting       |
| 1997                           | Estland                        | Ingen separat televoting       |
| 2011                           | Rumænien                       | Ingen separat televoting       |
| 2012                           | Albanien                       | Ingen separat televoting       |
| 2013                           | Danmark                        | Ingen separat televoting       |
| 2014                           | Østrig                         | Ingen separat televoting       |
| 2015                           | Sverige                        | Ingen separat televoting       |
| 2016                           | Spanien                        | Ukraine                        |
| 2017                           | Aserbajdsjan                   | Moldova                        |
| 2018                           | Norge                          | Albanien                       |
| 2019                           | Danmark                        | Albanien                       |
| 2021                           | Litauen                        | Ukraine                        |
| 2022                           | Holland                        | Ukraine                        |
| 2023                           | Israel                         | Moldova                        |
| 2024                           | Schweiz                        | Israel                         |
| 2025                           | Storbritannien                 | San Marino                     |

### Flest point til og fra - alle lande
NB: Kun point givet i finalerne er talt med.
| Italien har givet point til | Italien har givet point til | Italien har givet point til |
| Placering                   | Land                        | Point                       |
| --------------------------- | --------------------------- | --------------------------- |
| 1                           | Frankrig                    | 158                         |
| 2                           | Storbritannien              | 154                         |
| 3                           | Schweiz                     | 133                         |
| 4                           | Irland                      | 131                         |
| 5                           | Spanien                     | 128                         |
| 6                           | Ukraine                     | 123                         |
| 7                           | Tyskland                    | 119                         |
| 8                           | Sverige                     | 105                         |
| 9                           | Norge                       | 101                         |
| 10                          | Israel                      | 100                         |
| 11                          | Holland                     | 99                          |
| 12                          | Østrig                      | 91                          |
| 13                          | Luxembourg                  | 79                          |
| 14                          | Danmark                     | 77                          |
| 15                          | Moldova                     | 75                          |
| 16                          | Belgien                     | 70                          |
| 17                          | Malta                       | 68                          |
| 18                          | Albanien                    | 67                          |
| 19                          | Grækenland                  | 60                          |
| 20                          | Portugal                    | 59                          |
| 21                          | Finland                     | 56                          |
| =                           | Monaco                      | 56                          |
| 23                          | Estland                     | 54                          |
| 24                          | Island                      | 49                          |
| 25                          | Rumænien                    | 43                          |
| =                           | Rusland                     | 43                          |
| 27                          | Cypern                      | 37                          |
| 28                          | Serbien                     | 33                          |
| 29                          | Jugoslavien                 | 32                          |
| 30                          | Polen                       | 29                          |
| 31                          | Litauen                     | 28                          |
| 32                          | Australien                  | 26                          |
| =                           | Kroatien                    | 26                          |
| 34                          | Armenien                    | 25                          |
| 35                          | Tyrkiet                     | 23                          |
| 36                          | San Marino                  | 21                          |
| 37                          | Aserbajdsjan                | 20                          |
| 38                          | Bulgarien                   | 17                          |
| 39                          | Tjekkiet                    | 13                          |
| 40                          | Georgien                    | 11                          |
| =                           | Nordmakedonien              | 11                          |
| 42                          | Ungarn                      | 9                           |
| 43                          | Bosnien-Hercegovina         | 7                           |
| =                           | Marokko                     | 7                           |
| 45                          | Letland                     | 4                           |
| =                           | Slovenien                   | 4                           |
| 47                          | Andorra                     | 0                           |
| =                           | Hviderusland                | 0                           |
| =                           | Montenegro                  | 0                           |
| =                           | Serbien og Montenegro       | 0                           |
| =                           | Slovakiet                   | 0                           |

| Italien har modtaget point fra | Italien har modtaget point fra | Italien har modtaget point fra |
| Placering                      | Land                           | Point                          |
| ------------------------------ | ------------------------------ | ------------------------------ |
| 1                              | Spanien                        | 282                            |
| 2                              | Schweiz                        | 275                            |
| 3                              | Portugal                       | 266                            |
| 4                              | Malta                          | 252                            |
| 5                              | Frankrig                       | 219                            |
| 6                              | Albanien                       | 208                            |
| 7                              | Finland                        | 197                            |
| 8                              | Østrig                         | 183                            |
| 9                              | Belgien                        | 181                            |
| 10                             | Tyskland                       | 167                            |
| 11                             | San Marino                     | 165                            |
| 12                             | Cypern                         | 163                            |
| =                              | Slovenien                      | 163                            |
| 14                             | Grækenland                     | 155                            |
| 15                             | Kroatien                       | 147                            |
| 16                             | Norge                          | 135                            |
| 17                             | Irland                         | 127                            |
| 18                             | Israel                         | 119                            |
| =                              | Sverige                        | 119                            |
| 20                             | Holland                        | 108                            |
| 21                             | Georgien                       | 99                             |
| =                              | Litauen                        | 99                             |
| 23                             | Serbien                        | 96                             |
| 24                             | Jugoslavien                    | 94                             |
| 25                             | Nordmakedonien                 | 86                             |
| 26                             | Aserbajdsjan                   | 85                             |
| =                              | Luxembourg                     | 85                             |
| 28                             | Storbritannien                 | 82                             |
| 29                             | Polen                          | 81                             |
| 30                             | Rumænien                       | 79                             |
| 31                             | Montenegro                     | 78                             |
| 32                             | Tyrkiet                        | 76                             |
| 33                             | Estland                        | 70                             |
| 34                             | Island                         | 68                             |
| 35                             | Moldova                        | 66                             |
| 36                             | Armenien                       | 64                             |
| 37                             | Monaco                         | 55                             |
| 38                             | Letland                        | 54                             |
| 39                             | Danmark                        | 52                             |
| =                              | Ukraine                        | 52                             |
| 41                             | Rusland                        | 47                             |
| 42                             | Tjekkiet                       | 40                             |
| 43                             | Australien                     | 36                             |
| 44                             | Ungarn                         | 35                             |
| 45                             | Bulgarien                      | 31                             |
| 46                             | Hviderusland                   | 18                             |
| 47                             | Bosnien-Hercegovina            | 12                             |
| 48                             | Slovakiet                      | 5                              |
| 49                             | Andorra                        | 0                              |
| =                              | Marokko                        | 0                              |
| =                              | Serbien og Montenegro          | 0                              |

## Vært
| År   | By     | Scene                      | Værter                                    |
| ---- | ------ | -------------------------- | ----------------------------------------- |
| 1965 | Napoli | Sala di concerto della RAI | Renata Maura                              |
| 1991 | Rom    | Studio 15 di Cinecitta     | Gigliola Cinquetti & Toto Cutugno         |
| 2022 | Torino | Pala Alpitour              | Laura Pausini, Alessandro Cattelan & Mika |

## Kommentatorer og jurytalsmænd
| År        | Kommentator (finale)                                        | Kommentator (semifinale)                                    | Jurytalsmand         |
| --------- | ----------------------------------------------------------- | ----------------------------------------------------------- | -------------------- |
| 1956      | Bianca Maria Piccinino                                      | Ingen semifinale                                            | Ingen jurytalsmand   |
| 1957      | Bianca Maria Piccinino                                      | Ingen semifinale                                            | Nunzio Filogamo      |
| 1958      | Bianca Maria Piccinino                                      | Ingen semifinale                                            | Fulvia Colombo       |
| 1959      | Bianca Maria Piccinino                                      | Ingen semifinale                                            | Enzo Tortora         |
| 1960      | Giorgio Porro                                               | Ingen semifinale                                            | Enzo Tortora         |
| 1961      | Corrado Mantoni                                             | Ingen semifinale                                            | Enzo Tortora         |
| 1962      | Renato Tagliani                                             | Ingen semifinale                                            | Enzo Tortora         |
| 1963      | Renato Tagliani                                             | Ingen semifinale                                            | Enzo Tortora         |
| 1964      | Renato Tagliani                                             | Ingen semifinale                                            | Rosanna Vaudetti     |
| 1965      | Renato Tagliani                                             | Ingen semifinale                                            | Daniele Piombi       |
| 1966      | Renato Tagliani                                             | Ingen semifinale                                            | Enzo Tortora         |
| 1967      | Renato Tagliani                                             | Ingen semifinale                                            | Mike Bongiorno       |
| 1968      | Renato Tagliani                                             | Ingen semifinale                                            | Mike Bongiorno       |
| 1969      | Renato Tagliani                                             | Ingen semifinale                                            | Mike Bongiorno       |
| 1970      | Renato Tagliani                                             | Ingen semifinale                                            | Enzo Tortora         |
| 1971      | Renato Tagliani                                             | Ingen semifinale                                            | Ingen jurytalsmand   |
| 1972      | Renato Tagliani                                             | Ingen semifinale                                            | Ingen jurytalsmand   |
| 1973      | Renato Tagliani                                             | Ingen semifinale                                            | Ingen jurytalsmand   |
| 1974      | Rosanna Vaudetti                                            | Ingen semifinale                                            | Anna Maria Gambineri |
| 1975      | Silvio Noto                                                 | Ingen semifinale                                            | Anna Maria Gambineri |
| 1976      | Silvio Noto                                                 | Ingen semifinale                                            | Rosanna Vaudetti     |
| 1977      | Silvio Noto                                                 | Ingen semifinale                                            | Mariolina Cannuli    |
| 1978      | Rosanna Vaudetti                                            | Ingen semifinale                                            | Mariolina Cannuli    |
| 1979      | Rosanna Vaudetti                                            | Ingen semifinale                                            | Paola Perissi        |
| 1980      | Michele Gammino                                             | Ingen semifinale                                            | Mariolina Cannuli    |
| 1981-1982 | Ingen udsendelse                                            | Ingen udsendelse                                            | Deltog ikke          |
| 1983      | Paolo Frajese                                               | Ingen semifinale                                            | Paola Perissi        |
| 1984      | Antonio De Robertis                                         | Ingen semifinale                                            | Mariolina Cannuli    |
| 1985      | Rosanna Vaudetti                                            | Ingen semifinale                                            | Beatrice Cori        |
| 1986      | Ingen udsendelse                                            | Ingen udsendelse                                            | Deltog ikke          |
| 1987      | Rosanna Vaudetti                                            | Ingen semifinale                                            | Mariolina Cannuli    |
| 1988      | Daniele Piombi                                              | Ingen semifinale                                            | Mariolina Cannuli    |
| 1989      | Gabriella Carlucci                                          | Ingen semifinale                                            | Peppi Franzelin      |
| 1990      | Peppi Franzelin                                             | Ingen semifinale                                            | Paolo Frajese        |
| 1991      | Ingen kommentator                                           | Ingen semifinale                                            | Rosanna Vaudetti     |
| 1992      | Peppi Franzelin                                             | Ingen semifinale                                            | Nicoletta Orsomando  |
| 1993      | Ettore Andenna                                              | Ettore Andenna                                              | Peppi Franzelin      |
| 1994-1996 | Ingen udsendelse                                            | Ingen udsendelse                                            | Deltog ikke          |
| 1997      | Ettore Andenna                                              | Ingen semifinale                                            | Peppi Franzelin      |
| 1998-2002 | Ingen udsendelse                                            | Ingen udsendelse                                            | Deltog ikke          |
| 2003      | Fabio Canino & Paolo Quilici                                | Ingen semifinale                                            | Deltog ikke          |
| 2004-2010 | Ingen udsendelse                                            | Ingen udsendelse                                            | Deltog ikke          |
| 2011      | Raffaella Carrà & Bob Sinclar                               | Raffaella Carrà                                             | Raffaella Carrà      |
| 2012      | Filippo Solibello & Marco Ardemagni                         | Federica Gentile                                            | Ivan Bacchi          |
| 2013      | Filippo Solibello, Marco Ardemagni & Natasha Lusenti        | Federica Gentile                                            | Federica Gentile     |
| 2014      | Pasquale Di Molfetta (Linus) & Nicola Savino                | Marco Ardemagni & Filippo Solibello                         | Linus                |
| 2015      | Federico Russo & Valentina Correani                         | Marco Ardemagni & Filippo Solibello                         | Federico Russo       |
| 2016      | Flavio Insinna & Federico Russo                             | Marco Ardemagni & Filippo Solibello                         | Claudia Andreatti    |
| 2017      | Flavio Insinna & Federico Russo                             | Andrea Delogu & Diego Passoni                               | Guilia Valentina     |
| 2018      | Serena Rossi & Federico Russo                               | Carolina Di Domenico & Saverio Raimondo                     | Guilia Valentina     |
| 2019      | Flavio Insinna & Federico Russo                             | Federico Russo & Ema Stokholma                              | Ema Stokholma        |
| 2021      | Gabriele Corsi & Cristiano Malgioglio                       | Ema Stokholma & Saverio Raimondo                            | Carolina Di Domenico |
| 2022      | Gabriele Corsi, Cristiano Malgioglio & Carolina Di Domenico | Gabriele Corsi, Cristiano Malgioglio & Carolina Di Domenico | Carolina Di Domenico |
| 2023      | Gabriele Corsi & Mara Maionchi                              | Gabriele Corsi & Mara Maionchi                              | Kaze                 |
| 2024      | Gabriele Corsi & Mara Maionchi                              | Gabriele Corsi & Mara Maionchi                              | Mario Acampa         |
| 2025      | Gabriele Corsi & BigMama                                    | Gabriele Corsi & BigMama                                    | Topo Gigio           |

## Galleri
- Marco Mengoni i Liverpool (2023)